# Orx
 Orx  (en occitano Òrcs) es una población y comuna francesa, situada en la región de Aquitania, departamento de Landas, en el distrito de Dax y cantón de Saint-Vincent-de-Tyrosse.

## Demografía
| 338 | 347 | 320 | 342 | 370 | 422 |
| Para los censos de 1962 a 1999 la población legal corresponde a la población sin duplicidades (Fuente: INSEE [Consultar]) |     |     |     |     |     |